# Attila Kun (Handballspieler)
Attila Kun (* 12. Mai 1994 in Linz, Österreich) ist ein ungarischer Handballspieler. Der Rückraumspieler gehört der Ungarischen Beachhandball-Nationalmannschaft der Männer an.

## Hallenhandball
Kun durchlief von 2008 bis 2012 die Nachwuchsmannschaften von Delfin KC Kecskemét, Kecskeméti Junior SN KFT und wieder bei Delfin KC Kecskemét. Für Tatabányai Kézilabda KFT gab er in der Saison 2012/13 sein Debüt bei den Männern in der zweiten ungarischen Liga. In der Saison 2012/13 spielte Kun für vier verschiedene Vereine in der ersten und zweiten Liga: Tatabányai Kézilabda KFT, Mizse KC, Delfin KC Kecskemét und Pick KZRT. 2013/14 debütierte er für Tatabányai Kézilabda KFT in der ersten ungarischen Liga. 2014/15 wechselte er innerhalb der ersten Liga zu Komló Sport KFT mit einem Zweitspielrecht für Csurgói KK, ein Jahr später zu Ceglédi KKSE mit einem Zweitspielrecht bei Szigetszentmiklósi KSK. Bis 2016 bestritt er 63 Spiele in der ersten, 70 Spiele in der zweiten und 28 Spiele in der dritten ungarischen Liga sowie sechs Partien im ungarischen Landespokal. Danach ging er zum Schweizer Zweitligisten Handball Club Gelb Schwarz Stäfa. Dort zeigte er einen guten Start, verletzte sich aber früh in der Saison. Da mittlerweile ein Ersatz gefunden wurde, wechselte Kun weiter zum Erstligisten TSV Fortitudo Gossau, wo er erneut einen guten Einstand gab, sich aber erneut nach wenigen Spielen das Kreuzband riss. Somit wechselte er wiederum nach einer Saison zum Erstliga-Absteiger HSC Kreuzlingen.

## Beachhandball
Kun hatte zunächst Erfolge mit den Jugend- und Junioren-Nationalmannschaften. 2012 gewann er mit Ungarn bei den Jugend-Europameisterschaften in Batumi die Bronzemedaille, ein Jahr später bei den Junioreneuropameisterschaften 2013 in Randers, Dänemark, gewann er mit seiner Mannschaft den Titel. 2012 erzielte er in acht Spielen 103 Punkte, 2013 120 Punkte. In beiden Jahren war er in fast allen Spielen bester ungarischer Werfer. 2013 war er bester Torschütze und wurde in das All-Star-Team berufen.
Im direkten Anschluss an den Titelgewinn 2013 gehörte Kun erstmals bei Europameisterschaften 2013 an selber Stelle auch dem ungarischen A-Nationalkader im Rahmen einer internationalen Meisterschaft an. Nach einem zunächst sehr erfolgreich verlaufenden Turnier musste sich die Auswahl Ungarns im weiteren Verlauf nach mehreren Niederlagen im Spiel um den siebten Rang gegen Norwegen behaupten und gewann das Spiel. In neun Spielen erzielte er 28 Punkte. Besser verliefen die Europameisterschaften 2015 in Lloret de Mar, wo sich die Mannschaft nach einem schwächeren Start steigern konnte und nach einem Sieg im Viertelfinale über Serbien erst im Halbfinale an Spanien und danach im Spiel um den dritten Rang an der Ukraine scheiterte. In zehn Spielen traf Kun zu 105 Punkten und war damit der viertbeste Schütze des Turniers. Bei den Weltmeisterschaften 2016 begann Ungarn das Turnier durchwachsen, nach der Vorrunde standen drei Siege, aber auch zwei Niederlagen zu Buche. Nachdem beide Spiele der Hauptrunde, darunter gegen die „Übermannschaft“ Brasilien, die bei den drei vorherigen Weltmeisterschaften den Titel gewonnen hatten, gewonnen wurden, zog Kun mit seiner Mannschaft als Gruppendritter in die Halbfinals ein. Dort wurde im Shootout gegen Kroatien, den späteren Weltmeister, verloren. Auch das Spiel um den dritten Platz verloren die Ungarn im Shootout gegen Katar.
Die Europameisterschaften 2017 am Jarun-See in Zagreb verliefen ähnlich wie die zwei Jahre zuvor. Dieses Mal gelang Kun mit seiner Mannschaft ein überaus guter Start mit sieben Siegen in den ersten sieben Spielen. Erst das letzte Hauptrundenspiel gegen Kroatien ging verloren. Nach einem Sieg über Dänemark im Viertelfinale wurde erneut das Halbfinale gegen Spanien und anschließend das Spiel um Rang drei gegen Kroatien verloren. In elf Spielen traf Kun zu 116 Punkten. Auch bei den World Games wenig später platzierten sich die ungarischen Männer auf dem vierten Rang. 
Die Weltmeisterschaften 2018 wurde zu Kun größtem internationalem Erfolg bis dahin. Nach zwei Siegen gegen Neuseeland und Vietnam wurde erst das letzte Spiel der Vorrundengruppe gegen Spanien verloren, damit zog Ungarn als Gruppenzweiter in die Hauptrunde ein. Dort wurde zunächst Uruguay im Shootout besiegt. Nach einer Niederlage gegen Kroatien wurde im letzten Spiel der Gruppenphase der Iran im Shootout geschlagen. Somit zog Ungarn als Dritter der Gruppe in das Viertelfinale, in dem Russland geschlagen wurde. Nach einer erneuten Niederlage im Halbfinale gegen Kroatien konnte Kun mit Ungarn das Kleine Finale gegen Schweden klar gewinnen und die Bronzemedaille erringen. Kun wurde als bester Pivot in das All-Star-Team des Turniers gewählt.

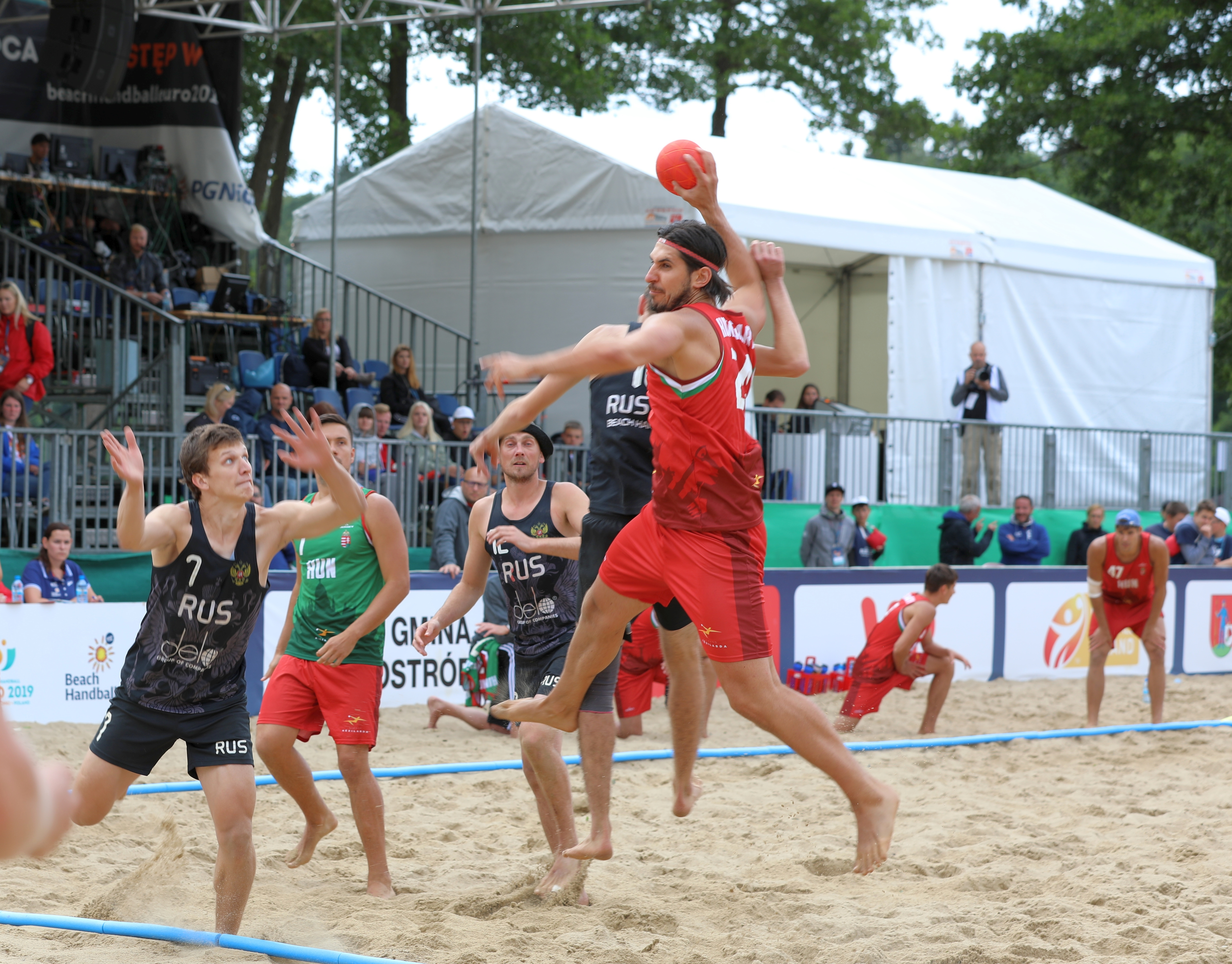
Kun beim Torwurf im Spiel um die Bronzemedaille gegen Russland (Jegor Kotschura) bei der EM 2018

Bei den Europameisterschaften 2019 in Stare Jabłonki, Polen, konnten die Ungarn sich erneut gut platzieren. Nach sechs Siegen in der Vor- und Hauptrunde verlor Ungarn erneut erst das letzte der Hauptrundenspiele, erneut gegen Kroatien. Im Achtelfinale wurde Deutschland im Shootout besiegt. Wie bei den beiden Europameisterschaften zuvor wurde wieder im Halbfinale verloren, dieses Mal gegen Dänemark. Das Spiel um den dritten Rang gegen Russland konnte Kun mit Ungarn mit 2:0 gewinnen. In zehn Spielen erzielte Kun 96 Punkte. Bei den World Beach Games 2019 in Doha belegte er mit seiner Mannschaft den zweiten Platz ihrer Vorrunde. Im Viertelfinale schieden die Ungarn überraschend gegen Schweden aus. Am Ende platzierte sich Kun mit seiner Mannschaft auf dem sechsten Rang.
National gewann Kun auf Vereinsebene mit Hír-Sat BHC von 2015, 2016, 2018 und 2019 den Titel bei den ungarischen Meisterschaften, 2017 bis 2020 jeweils den ungarischen Pokalwettbewerb. International konnte er mit seinem Verein mehrfach am EHF Beach Handball Champions Cup teilnehmen. 2015 wurde er Elfter, 2016 Dritter und 2017 Vierter.

## Erfolge

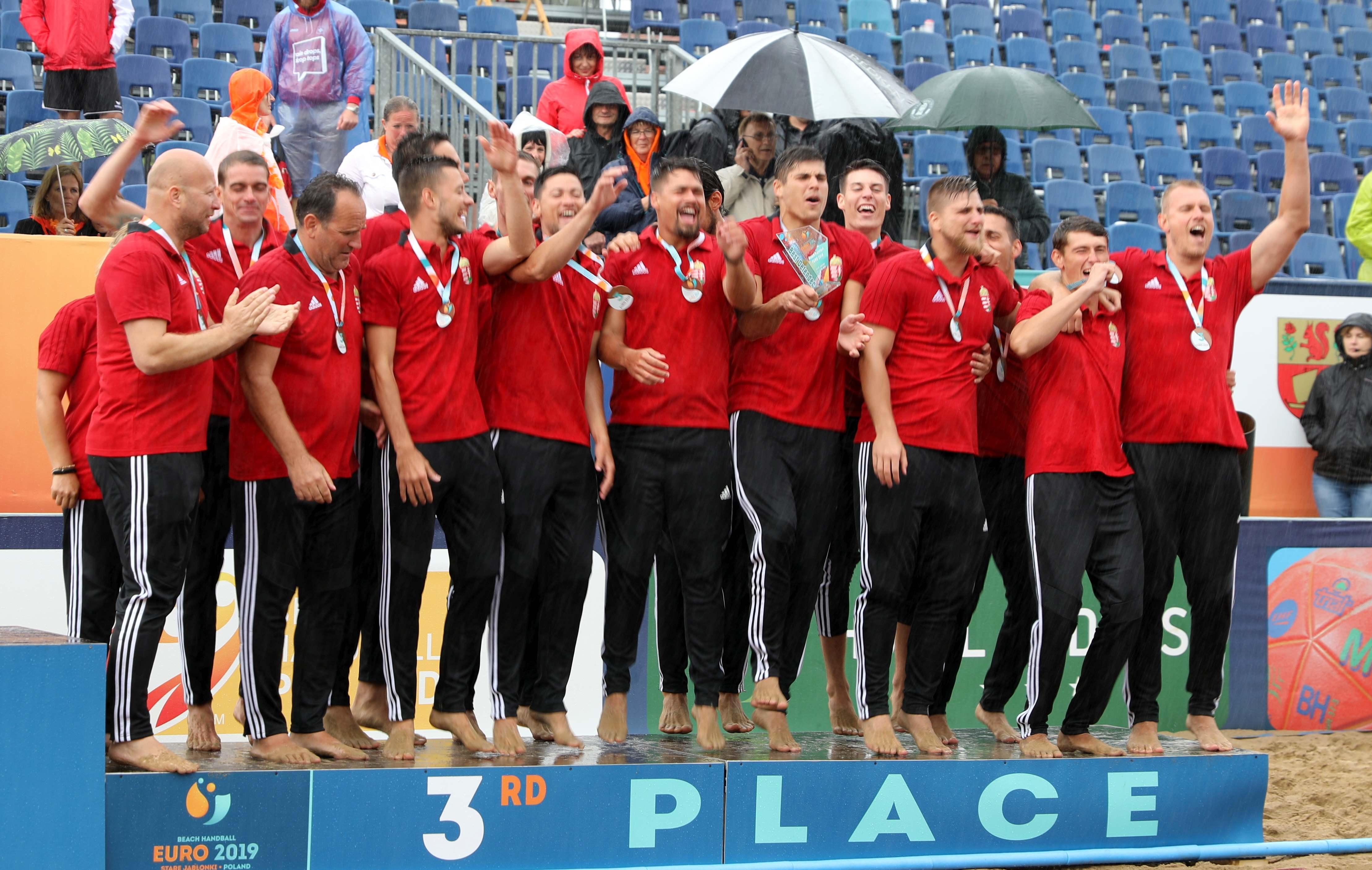
Die ungarische Mannschaft bei der Siegerehrung der Euro 2017

| World-Games - 2017 4. Beachhandball-Weltmeisterschaften - 2016 4. - 2018 Beachhandball-Europameisterschaften - 2015 4. - 2017 4. - 2019 | Ungarische Beachhandball-Meisterschaften - 2015 - 2016 - 2018 - 2019 - 2021 Ungarischer Beachhandball-Pokal - 2017 - 2018 - 2019 - 2020 - 2021 |

## Einzelbelege
1. ↑  Pascal Koster: PREMIERE: Europameister im Nebenfach. Abgerufen am 12. Mai 2021.
2. ↑  Spieler - Handball Schweiz. Abgerufen am 12. Mai 2021.
3. ↑  Attila Kun verstärkt 1.-Liga-Kader. Abgerufen am 12. Mai 2021.
4. ↑  Spieler - Handball Schweiz. Abgerufen am 12. Mai 2021.
5. ↑  European Handball Federation - 2012 Men's ECh Beach Handball 18 / Final Tournament. Abgerufen am 19. November 2020 (englisch).
6. ↑  European Handball Federation - 2013 Men's ECh Beach Handball 19 / Final Tournament. Abgerufen am 17. November 2020 (englisch).
7. ↑  European Handball Federation - 2013 Men's ECh Beach Handball / Final Tournament. Abgerufen am 18. November 2020 (englisch).
8. ↑  European Handball Federation - 2015 Men's ECh Beach Handball / Final Tournament. Abgerufen am 18. November 2020 (englisch).
9. ↑  European Handball Federation - 2017 Men's ECh Beach Handball / Final Tournament. Abgerufen am 13. Januar 2021 (englisch).
10. ↑  Kings of the world | IHF. Abgerufen am 7. Januar 2021.
11. ↑  European Handball Federation - 2019 Men's ECh Beach Handball / Final Tournament. Abgerufen am 18. November 2020 (englisch).
12. ↑  IHF | Team Details Page. Abgerufen am 12. Mai 2021.
13. ↑  kézitörténelem.hu. Abgerufen am 7. Januar 2021.
14. ↑  kézitörténelem.hu. Abgerufen am 13. Januar 2021.

| Personendaten    | Personendaten                                  |
| ---------------- | ---------------------------------------------- |
| NAME             | Kun, Attila                                    |
| ALTERNATIVNAMEN  | Attila, Kun (ungarisch)                        |
| KURZBESCHREIBUNG | ungarischer Handball- und Beachhandballspieler |
| GEBURTSDATUM     | 12. Mai 1994                                   |
| GEBURTSORT       | Linz, Österreich                               |